# 伊古乃速御玉比売神社
伊古乃速御玉比売神社（いこのはやみたまひめじんじゃ）は、埼玉県比企郡滑川町の滑川沿いにある神社。祭神は気長足姫命、大鞆和気命、武内宿禰の三神。本来の祭神は、社名にあるとおり速御玉比売命。武蔵国秩父郡の式内小社の論社。旧社格は郷社。

## 由緒

### 概要
伊古乃速御玉比売神社（奥宮）
仁賢天皇年間（449年～460年）に、蘇我石川宿禰の子孫が二ノ宮山の頂上に創建したと伝わる。天正4年（1576年）に当地へ遷座し、二ノ宮山の社を奥宮とした。また、五穀豊穣を願い、奥宮に榛名神社を合祀した。

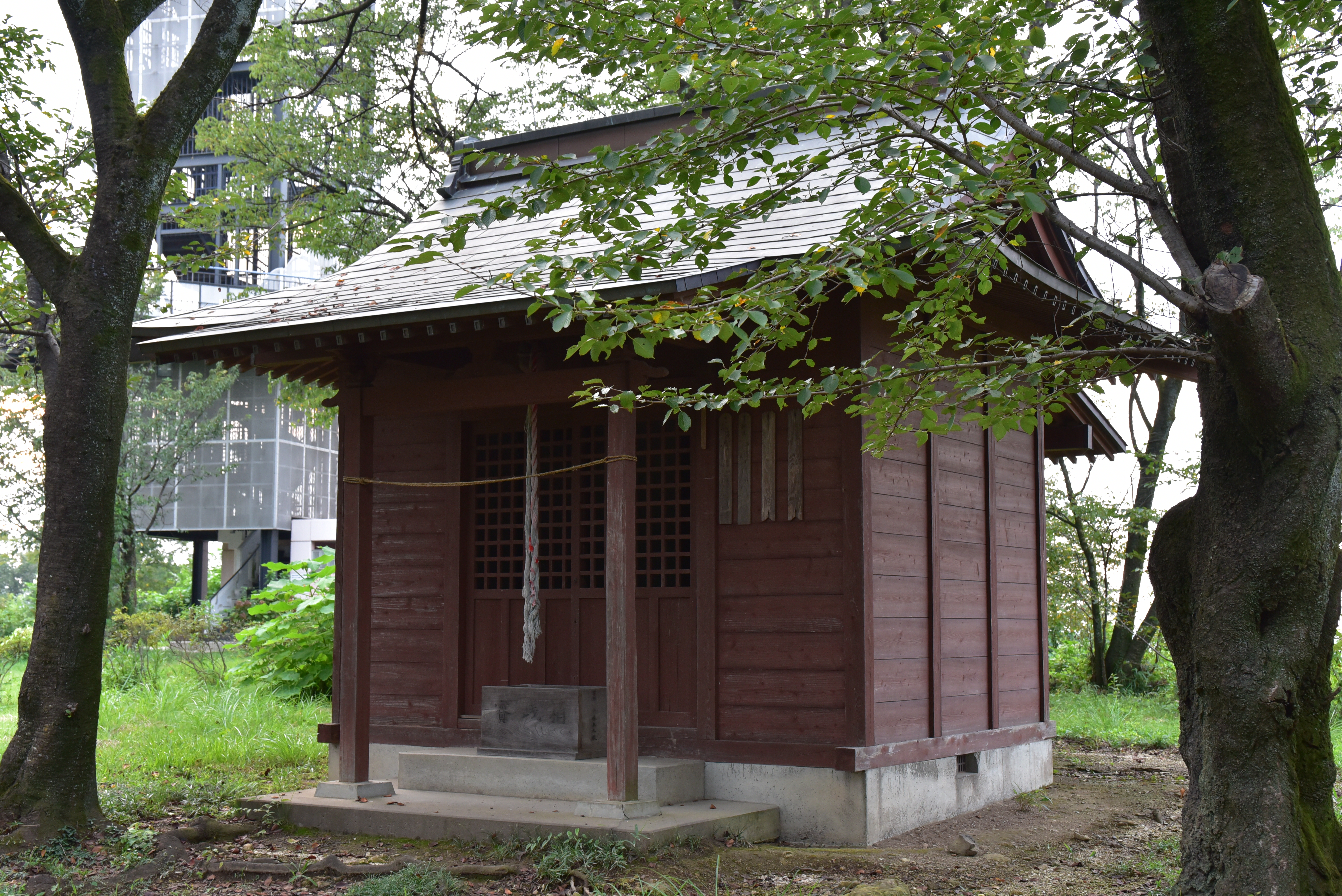
社殿
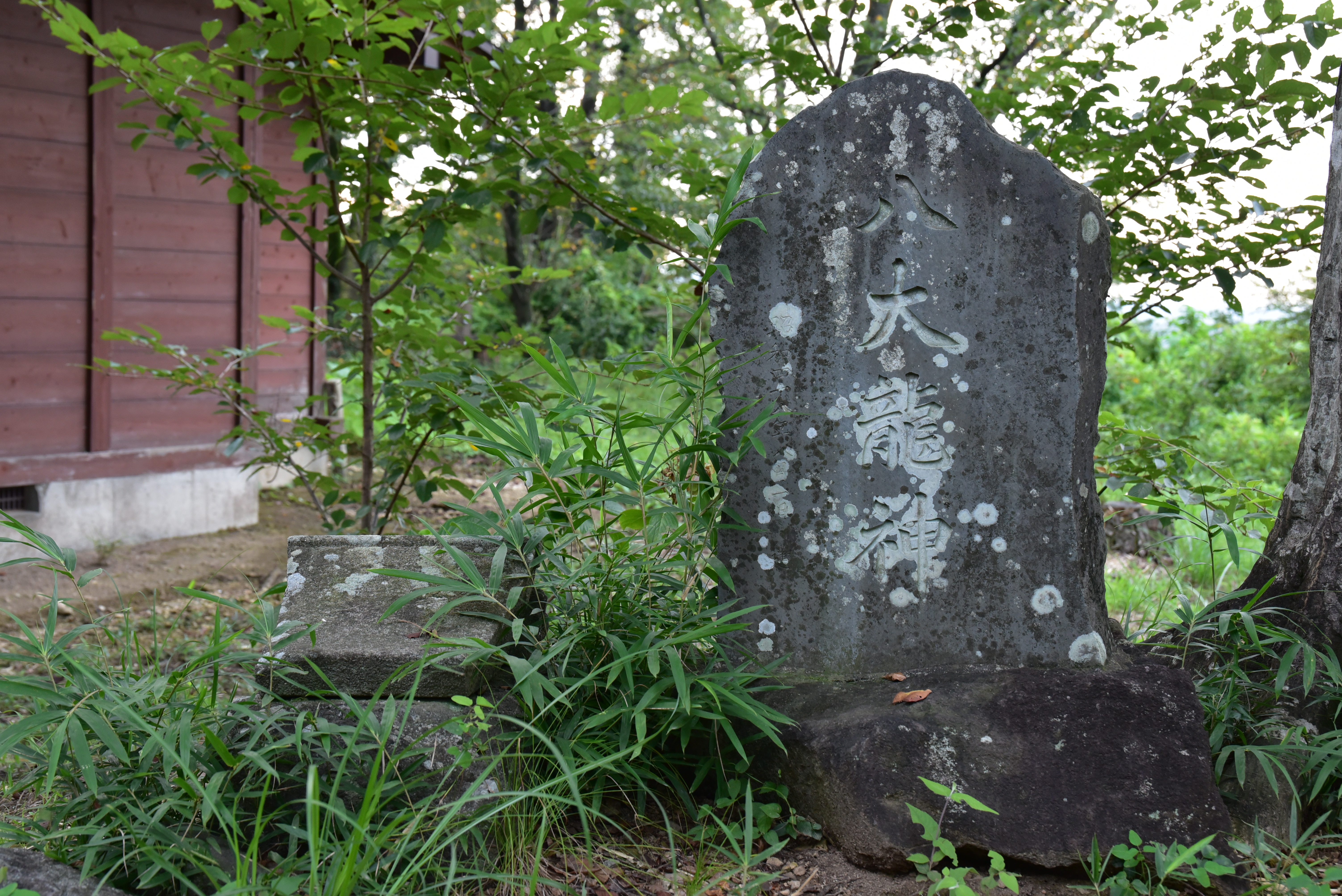
八大龍神

伊古乃速御玉比売神社（本宮）
本宮の本殿には、稲荷大神・愛宕大神が相殿している。
当社は、別名として淡洲明神とも呼ばれた。淡洲明神の「洲」は、埼玉県では「島」の意味から紀伊国海草郡加太之浦に鎮座する加太神社（現在の淡嶋神社）の祭神の淡島明神を分霊したと考えられている。
淡洲明神系の神社
- 滑川町土塩 淡洲神社[4]

（祭神）速御玉比売命
（創建）天明3年（1783年）7月3日
- 滑川町福田（上福田） 淡洲神社[5]

（祭神）息長足日売命
（創建）応永2年（1395年）
- 滑川町山田（上山田） 淡洲神社[6]

（祭神）誉田和気命・息長足日売命・素盞鳴命
（創建）応永2年（1395年）
- 滑川町山田（下山田） 大雷淡洲神社[7]

（祭神）火雷大神、息長足日売命
（創建）応永2年（1395年）
- 滑川町水房 阿和須神社[8]

（祭神）大鞆和気命、息長足日売命、武内宿称命
（創建）永仁年間（1293年～1298年）字御山の台。寛永元年（1624年）に現在地に遷座。
（補足）大和国添上郡の率川阿波神社（現在は率川神社の境内社）を勧請
- 嵐山町太郎丸 淡洲神社[9]

（祭神）速御玉姫命
（創建）元禄8年（1695年）
（補足）水房村の淡洲明神社（現在の阿和須神社）を分霊
- 嵐山町勝田 淡洲神社

（祭神）大鞆和気命、息長足日売命、武内宿称命
（創建）宝永年間（1704年～1711年）

### 社格
- 享保14年（1729年）9月29日 - 正一位
- 明治6年（1874年） - 郷社

伊古乃速御玉比売神社の氏子に水房村の氏子が兼務として加わり、郷社となった。
- 明治40年（1912年）4月2日 - 神饌幣帛料供進神社指定

### 祭神
- 気長足姫命（おきながたらしひめのみこと）（神功皇后）
- 大鞆和気命（おほともわけのみこと）（応神天皇）
- 武内宿禰（たけしうちのすくね）

## 摂末社

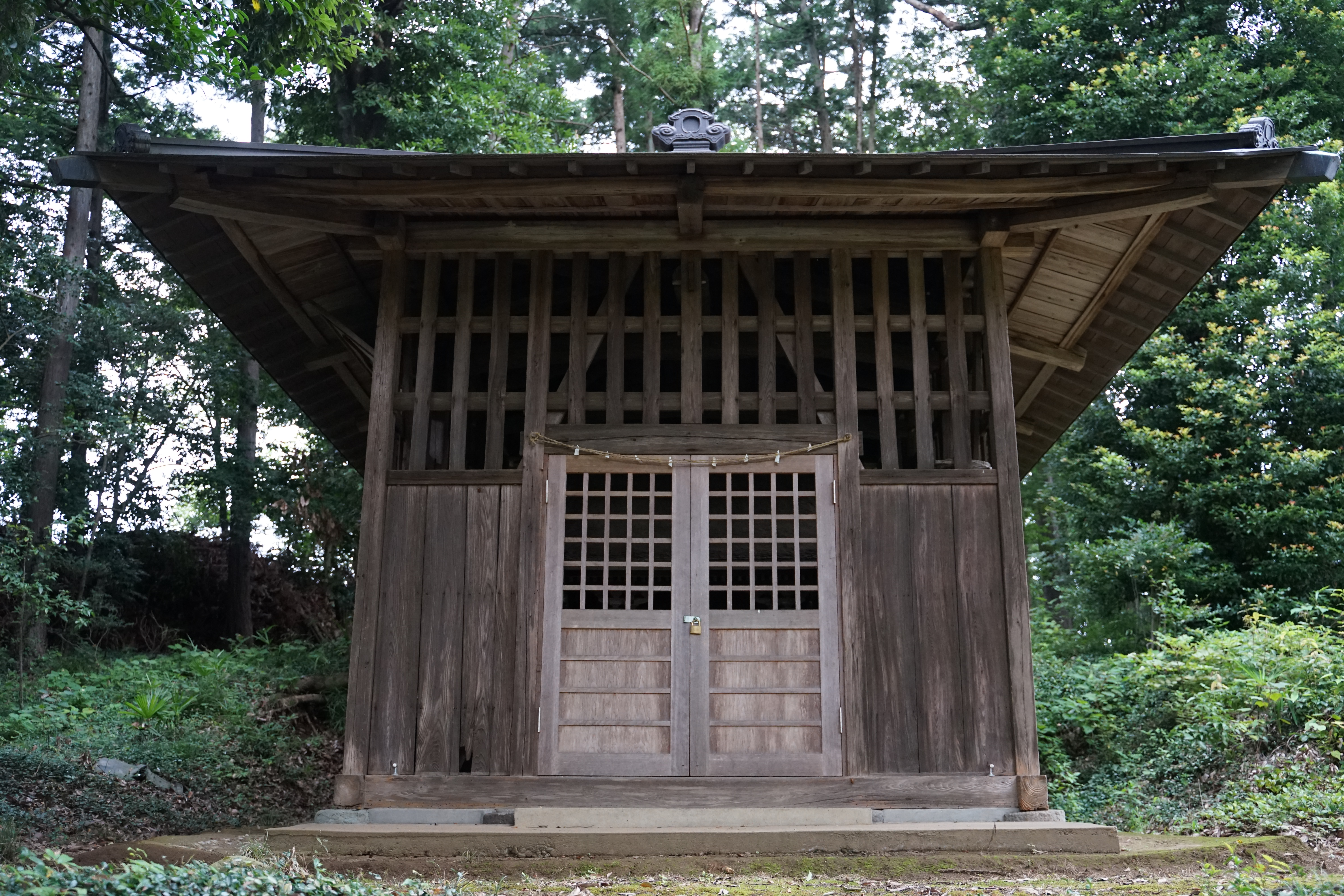
八幡神社
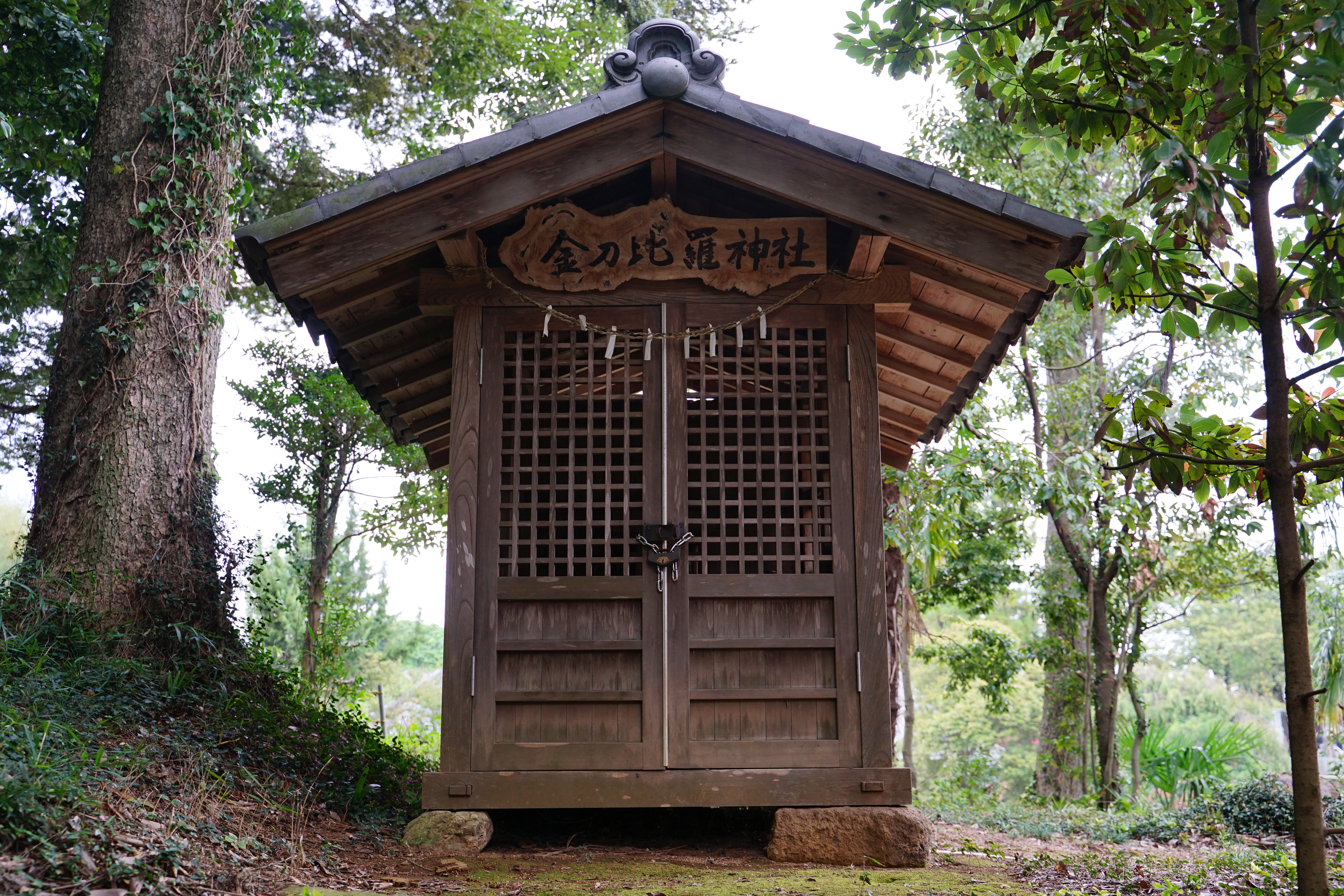
金刀比羅神社

字郷社前の八幡神社を境内社の愛宕神社に合祀し、現在の社号に改称した。
- 金刀比羅神社

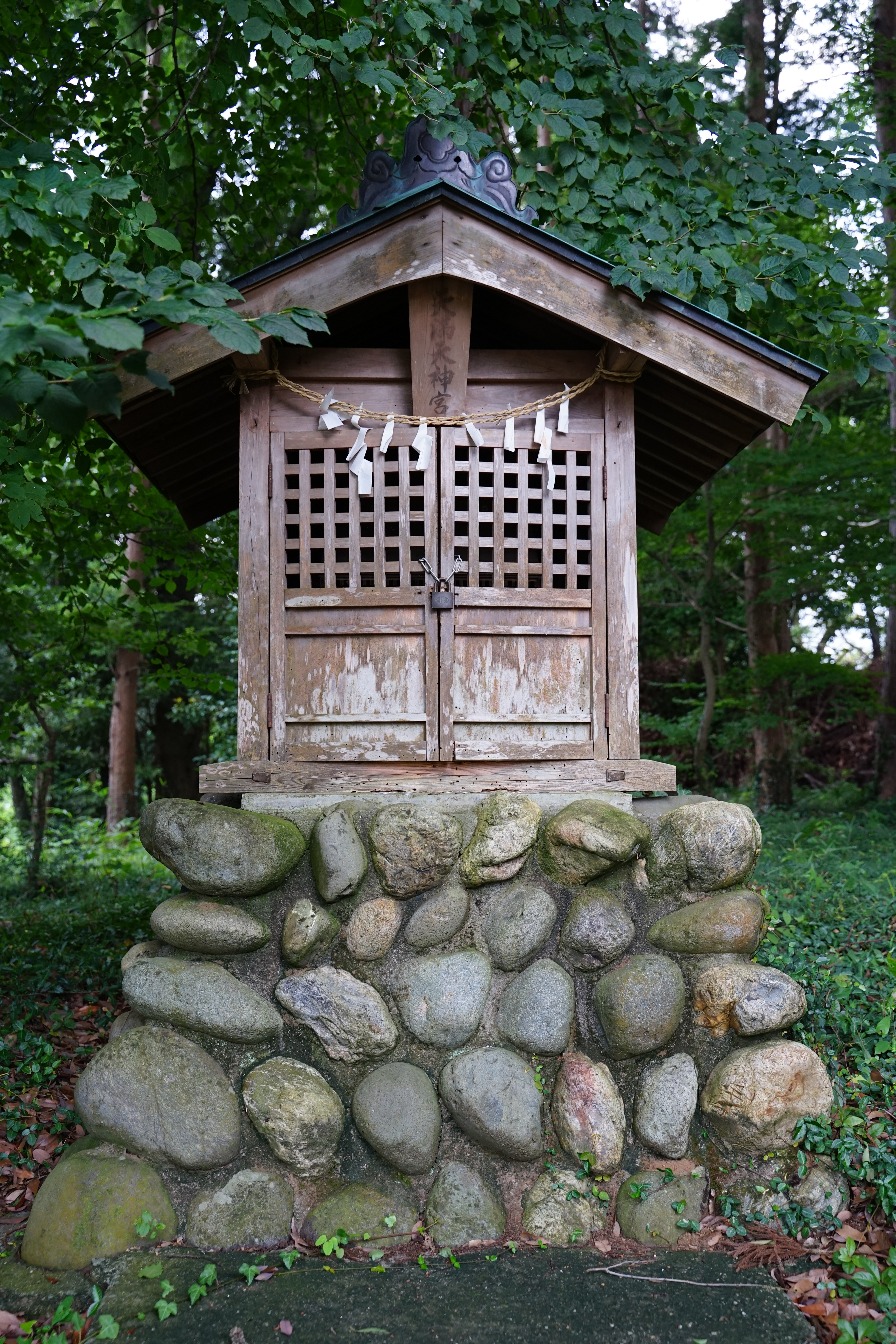
天満天神社

- 八幡神社
- 金刀比羅神社

- 天満天神社

## アクセス
- 東武東上線森林公園駅から国際十王交通バス「熊谷駅南口」行き乗車。バス停「森林公園南口」下車後、徒歩30分（2.8km）。